# Xtra
Xtra var en trafikomdelt gratisavis, der blev grundlagt i januar 2005. 
Avisen, der blev udgivet af mediehuset Fyens Stiftstidende, udkom i ca. 25.000 eksemplarer mandag-fredag, og blev hovedsageligt distribueret via de fynske trafikknudepunkter. En mindre del af aviserne blev uddelt på gaden samt ved butikker.
Fra 8. august 2007 blev avisen fusioneret med 24timers regionale udgave under navnet 24timer Xtra, hvor lokalstoffet som hidtil produceres af Fyens Stiftstidende. Samtidig blev 24timers hidtidige husstandsdistribution i Odense opgivet. 24timer Xtra blev nedlagt med udgangen af november 2008.